# Alfred Hüttner

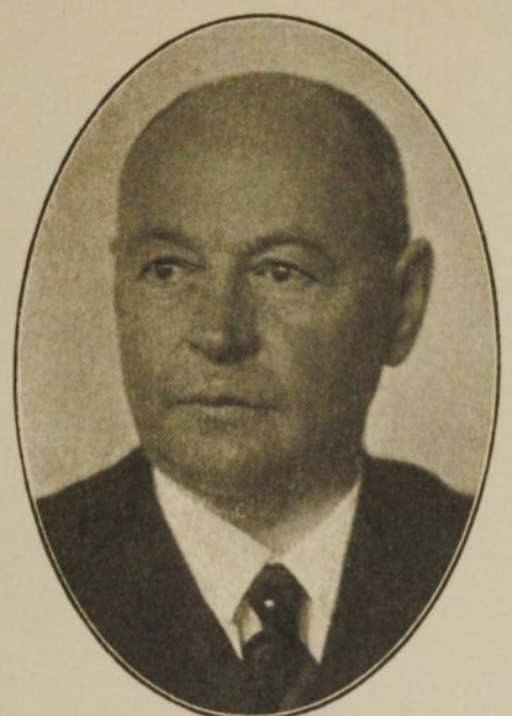
Alfred Hüttner

Karl Alfred Hüttner (* 23. Juli 1874 in Zwickau; 6. Januar 1947 für tot erklärt) war ein deutscher Jurist. Er war von 1931 bis 1939 Präsident des Oberlandesgerichtes Dresden.

## Leben

### Ausbildung und Beruf
Hüttners Vorfahren waren sächsische Juristen. Nach dem Besuch eines humanistischen Gymnasiums diente er ab dem 1. April 1893 für ein Jahr als Freiwilliger beim Militär. Danach nahm er in Leipzig ein Studium der Rechtswissenschaften auf. Im Jahre 1897 bestand er das Examen zum Referendar. Den juristischen Vorbereitungsdienst zum Referendar begann er am 1. Oktober 1897. Die Promotion zum Dr. jur. erlangte er 1899 an der Universität Leipzig mit dem Thema Die Vererblichkeit des Besitzes nach dem deutschen Bürgerlichen Gesetzbuch. Seine Ernennung zum Assessor erfolgte am 1. Februar 1902.
Seine juristischen Dienste leistete er in Dippoldiswalde und Dresden, während er 1908 zum Amtsrichter befördert wurde. Im Jahre 1913 erfolgte seine Versetzung in das sächsische Justizministerium. Vom 4. August 1914 bis zum 18. April 1919 war er im Militärdienst tätig, den er als Hauptmann der Landwehr beendete. Während dieser Zeit wurde er am 1. Oktober 1916 zum Landgerichtsdirektor ernannt. Nach der Entlassung aus dem Militärdienst kehrte er an seine vorherige Dienststelle zurück. Zum 1. April 1920 wurde er zum Ministerialrat, am 1. Oktober 1926 zum Ministerialdirektor befördert. Zum Präsidenten des Oberlandesgerichtes Dresden wurde er am 1. März 1931 ernannt.

### Oberlandesgerichtspräsident im Nationalsozialismus
Neben seinem Amt als Oberlandesgerichtspräsident führte er den Vorsitz der Dienststrafkammer des sächsischen Kompetenzgerichts und leitete die Prüfungsstelle im Reichsjustizprüfungsamt in Dresden.
Hüttner trat zum 1. Mai 1937 der NSDAP bei (Mitgliedsnummer 5.955.382). Er war im Jahre 1938 an der Ausbildung von Gerichtsvollziehern beteiligt. Dabei sollten nach seiner Ansicht die politischen Einflüsse in der Ausbildung vermieden werden. Diese Ansicht veröffentlichte er 1939 in einem Aufsatz in der Zeitschrift Deutscher Rechtspfleger. Dafür handelte er sich einen Tadel der Deutschen Arbeitsfront (DAF) und der Gauleitung der NSDAP ein.
Im Jahre 1938 kam es an seiner Dienststelle in Dresden zu einem Zwischenfall, der in der deutschen Presse Aufsehen erregte und zu einer Stellungnahme von Roland Freisler führte. Schon seit 1933 war der „Deutsche Gruß“ Pflicht in den Justizverwaltungen. Zu diesem Zweck war in einem Amtszimmer beim OLG Dresden das Schild mit dem Text „Hier wird nur mit Heil Hitler gegrüßt“ angebracht. Eine überregionale Zeitschrift hatte nun die Nachricht verbreitet, dass das Schild entfernt wurde. Die Begründung sollte gelautet haben, „das Schild sei geeignet, die Gefühle anders Denkender zu verletzen“.
Freisler stellte nun in einem Zeitschriftenbeitrag fest:
„Richtig ist das Gegenteil, was im Anschluss an die Mitteilung der Zeitschrift, dass sie Verleumdungen zum Opfer gefallen sei, zur Wahrung der Ehre des angegriffenen Beamten hiermit festgestellt wird:
Oberlandesgerichtspräsident Dr. Hüttner hat, sobald er mit der Angelegenheit befaßt worden ist, angeordnet, dass an Stelle des von dem Beamten entfernten Schildes ein gleiches wieder angebracht wurde, die Entfernung des ersten Schildes mißbilligt und ausdrücklich hervorgehoben, dass auf jemanden, der aus irgendwelchen Gründen den deutschen Gruß nicht anwenden wolle, keine Rücksicht zu nehmen sei.“
Diese Affäre hatte offensichtlich keine politischen Folgen für Hüttner, da ihm noch 1938 das goldene Treuedienst-Ehrenzeichen von Adolf Hitler verliehen wurde. Er wurde aus dem Justizdienst am 1. August 1939 wegen der Altersgrenze in den Ruhestand entlassen, vertrat allerdings noch bis zum 31. Januar 1940 seinen im Wehrmachtsdienst tätigen Nachfolger und wurde anschließend vom 1. Februar 1940 bis zum 1. März 1944 weiterhin als Landgerichtspräsident beim Landgericht Dresden eingesetzt. Wie eine Zeitschrift am 23. Juli 1944 berichtete, erhielt er zum endgültigen Abschied aus dem Justizdienst noch eine Dankesurkunde von Adolf Hitler.